# Семенная кожура
Семенна́я кожура́ — структура, снаружи покрывающая и защищающая зародыш в семени от перенасыщения влагой или пересыхания. Образуется из интегументов семязачатка, реже — за счёт разрастания тканей халазы.

## Строение
Особенности строения семенной кожуры связаны с механизмами распространения и прорастания семян. Эти свойства имеют большое значение для систематики растений. На поверхности семени легко можно заметить рубчик — след, образующийся на месте прикрепления к фуникулусу.
Микропиллярный след — канал или углубление семенной кожуры, являющийся остатком микропиле. Через него при прорастании выходит корешок. Остаток халазы на противоположном конце семени называется халазальным следом. Кроме того, на семени имеется утолщение, называемое ребром, или швом семени. Оно возникает в части фуникулуса, которая у некоторых типов семязачатков сливается с интегументом.

## Метаморфозы
Если семенная кожура твёрдая и жёсткая, то она называется склеротестой. У некоторых растений имеется сочный и мясистый слой семенной кожуры — саркотеста.
Семенная кожура некоторых растений преобразована в специальные волоски. Это способствует распространению семян ветром (анемохория).
Иногда семенная кожура несёт особое образование, имеющее вид мясистых наростов, плёнки или бахромы. Это образование называется ариллусом, или присемянником.